# Chris Adrian
Chris Adrian (geboren 7. November 1970 in Washington, D.C.) ist ein US-amerikanischer Kinderarzt und Autor.

## Leben
Adrian studierte Englisch an der University of Florida, Theologie in Harvard und Medizin bis 2001 an der Eastern Virginia Medical School in Norfolk (Virginia). Er besuchte einen Iowa Writers’ Workshop. 2009 erhielt er eine Guggenheim Fellowship für Literatur. Das Magazin The New Yorker zählte ihn zu den wichtigen jüngeren amerikanischen Autoren. Sein 2012 ins Deutsche übersetzter Roman Die große Nacht ist eine moderne Adaption des Sommernachtstraums und arbeitet mit den Mitteln des Magischen Realismus.
Adrian ist als Kinderarzt an der Universität Californien in San Francisco beschäftigt.

## Werke (Auswahl)
- Gob's Grief. Roman. 2001.
- The Children's Hospital. Roman. 2006.
- A Better Angel. Kurzgeschichten. 2008.
  - Ein besserer Engel. Aus dem Englischen von Thomas Piltz. Rowohlt, Reinbek bei Hamburg 2014, ISBN 978-3-498-00086-8.
- The Great Night. Roman. Farrar, Straus and Giroux, New York City 2011, ISBN 978-0-374-16641-0.
  - Die große Nacht. Aus dem Englischen von Thomas Piltz. Rowohlt, Reinbek bei Hamburg 2012, ISBN 978-3-498-00085-1
- mit Eli Horowitz: The New World. Roman. 2015